# Plymouth (condado de Plymouth)
Plymouth es un lugar designado por el censo ubicado en el condado de Plymouth en el estado estadounidense de Massachusetts. En el Censo de 2010 tenía una población de 7.494 habitantes y una densidad poblacional de 745,35 personas por km².

## Geografía
Plymouth se encuentra ubicado en las coordenadas 41°57′30″N 70°39′50″O / 41.95833, -70.66389. Según la Oficina del Censo de los Estados Unidos, Plymouth tiene una superficie total de 10.05 km², de la cual 5.8 km² corresponden a tierra firme y (42.35%) 4.26 km² es agua.

## Demografía
Según el censo de 2010, había 7.494 personas residiendo en Plymouth. La densidad de población era de 745,35 hab./km². De los 7.494 habitantes, Plymouth estaba compuesto por el 91.19% blancos, el 1.95% eran afroamericanos, el 0.28% eran amerindios, el 1.41% eran asiáticos, el 0.07% eran isleños del Pacífico, el 2.14% eran de otras razas y el 2.96% pertenecían a dos o más razas. Del total de la población el 1.73% eran hispanos o latinos de cualquier raza.